# 甩餅 (印度食品)
印度飛餅（Rumali roti）是一种源自印度次大陸的面饼，在印度和巴基斯坦旁遮普省很受欢迎。这种面饼非常薄而且很柔软，可以像手帕一样折叠起来。

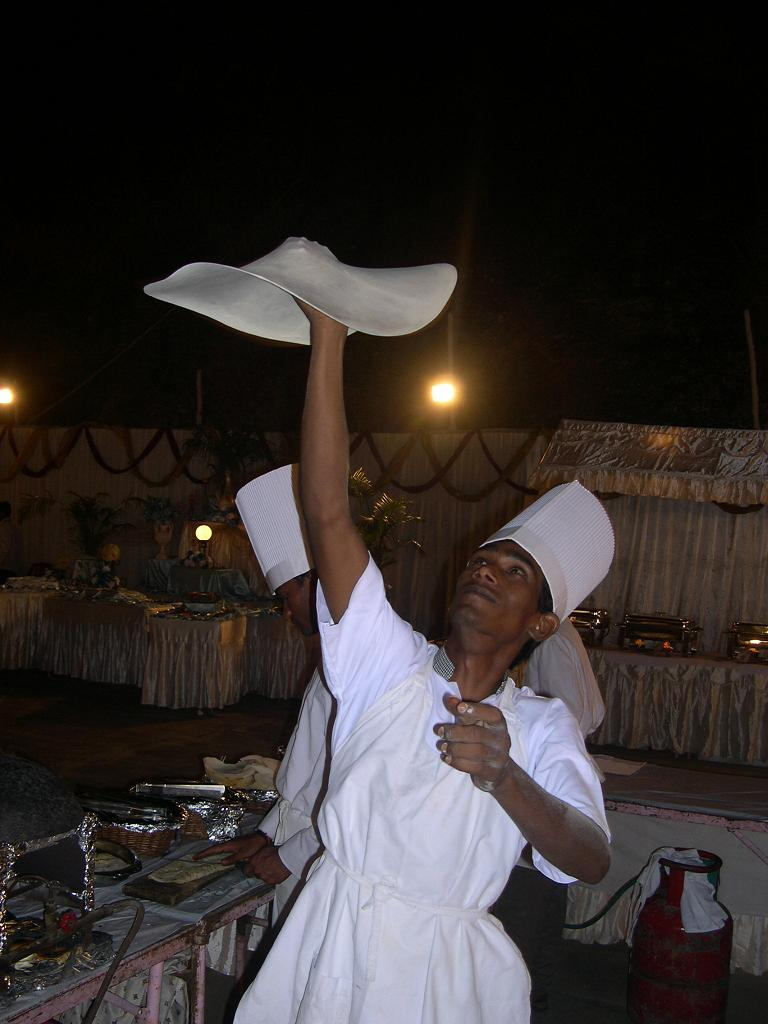
正在製作印度飛餅的厨师
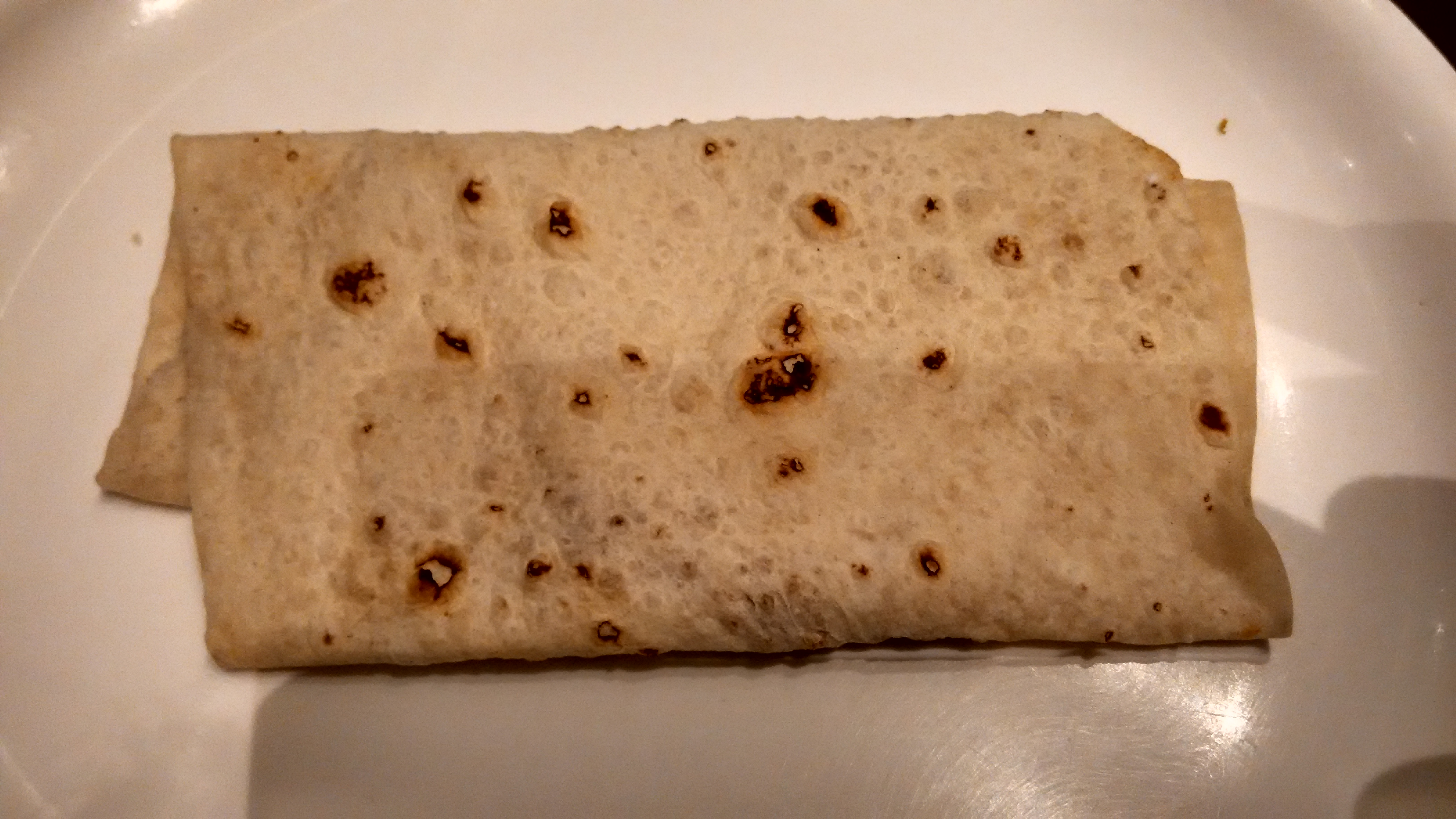
印度飛餅